# 高エネルギーレーザー科学
高エネルギーレーザー科学（こうエネルギーレーザーかがく）は、科学の分野の一つ。
超高強度レーザーを物質に照射すると、レーザーのきわめて強い電界によって電離させることができる。高エネルギーレーザーと物質との相互作用は、非線形的かつ相対論的（特殊相対性理論）になる。この現象の物理の解明や、応用分野を高エネルギーレーザー科学、あるいは高強度場科学や高エネルギー密度科学などと呼ぶ。

## 超高強度レーザーの出現
ルビーレーザー発振の成功以来、レーザーの出力はQスイッチやモード同期などの技術によって飛躍的に増大してきた。またMOPA (Master Oscillator and Power Amprifier) システムによって、高エネルギー化が図られてきた。
MOPAシステムでは、発振器と増幅器を多段に配置することで高出力を得ることができる。しかし、ナノ秒以下の発振器でのピーク出力はMW（Mega Watt、メガワット、106 W）からGW（Giga Watt、ギガワット、109 W）より高くなるため、光学素子の損傷閾値を超えてしまう。
1985年、Strickland博士とMourou博士のCPA（Chirped Pulse Amplification、チャープパルス増幅）の発明により、レンズなどの光学素子を損傷することなくこれまで以上の出力を得ることができるようになった。近年CPAによって得られる超高強度・超短パルスレーザーは、高速点火レーザー核融合実験（加熱・点火レーザー）に用いられるような大型装置のみならず、テーブルサイズの小型レーザー装置においても高いピーク出力を得られるようになっている。このようなレーザーの集光強度は1020 W/cm2を超える。

## 超高強度レーザーの応用
集光強度が1018 W/cm2を超える頃から、電子の速度は光速にほぼ等しくなる。これにより相対論的な現象がおきる。すなわち、電子の質量がローレンツ因子分だけ増倍され重くなる。
{\displaystyle m^{\prime }=\gamma m}
mは電子の静止質量で、γはローレンツファクターである。ローレンツファクターγは、次式で与えられる。
{\displaystyle \gamma ={\frac {1}{\sqrt {1-{\frac {v^{2}}{c^{2}}}}}}}
1019 W/cm2になると、光圧は1 Gbar（1 barは100 kPa）を超える。このようなレーザーで生じた高速電子が物質中を移動する際、制動輻射によって硬X線を発生する。この硬X線は、γ線と呼んでも差し支えない。このようなレーザープラズマは、次世代LSI製造のためのリソグラフィーをはじめ、X線レーザーなど光源として研究・開発が進められている。

## 新しい科学領域の創生
超高強度レーザーを用いることで、前述の高エネルギー電子を始め、高エネルギーイオン、高エネルギーX線などのレーザープラズマ放射線が発生する。この放射線を利用した物理、化学、生物分野に新しい領域が創られようとしている。
たとえば、レーザープラズマ放射線を利用した核励起や核反応により、中性子やポジトロンを発生することができる。将来的には核そのものに反転分布を形成し、γ線レーザーを発生させることが考えられている。このような分野を一部の研究者らにより、「レーザー核工学」と呼ばれている。